# Sojuz MS-18
Sojuz MS-18 è stato un volo astronautico verso la Stazione Spaziale Internazionale (ISS) e parte del programma Sojuz, e è il 146° volo con equipaggio della navetta Sojuz dal primo volo avvenuto nel 1967. L'equipaggio è partito il 9 aprile 2021 dal Cosmodromo di Bajkonur alle 12:42 (ora locale) per prender parte ad una missione di sei mesi durante l'Expedition 65. Si è concluso il 17 ottobre 2021.

## Equipaggi

### Equipaggio principale
| Ruolo                                       | Equipaggio al lancio                              | Equipaggio all'atterraggio                        |
| ------------------------------------------- | ------------------------------------------------- | ------------------------------------------------- |
| Comandante                                  | Oleg Novickij, Roscosmos Expedition 65 Terzo volo | Oleg Novickij, Roscosmos Expedition 65 Terzo volo |
| Ingegnere di volo 1/ Partecipante al volo 1 | Pëtr Dubrov, Roscosmos Expedition 65 Primo volo   | Klim Šipenko Primo volo                           |
| Ingegnere di volo 2/ Partecipante al volo 2 | Mark Vande Hei, NASA Expedition 65 Secondo volo   | Julija Peresil'd Primo volo                       |

Dopo le modifiche sull'assegnazione dell'equipaggio a causa dell'infortunio del cosmonauta Nikolaj Tichonov del febbraio 2020, vennero assegnati alla missione il comandante Oleg Novickij e l'ingegnere di volo 1 Pëtr Dubrov. L'astronauta della NASA Mark Vande Hei è stato selezionato per occupare il posto rimanente, tuttavia, stante il buon successo dei voli delle nuove capsule Crew Dragon, NASA rinunciò al posto, così si decise di far volare un terzo cosmonauta russo, Sergej Korsakov. Tuttavia, ad un mese dal lancio NASA decise di far volare Vande Hei (così da avere comunque un astronauta a bordo). A metà marzo 2021 venne avanzata l'ipotesi che due dei membri della Sojuz MS-18 (Dubrov e Vande Hei) potessero rimanere sulla ISS per un periodo più esteso di quello solito per permettere lo scambio di Partecipanti al volo con la Sojuz MS-19.

### Equipaggio di riserva
Nel gennaio 2021 l'ingegnere di volo 1 Andrej Babkin venne sostituito dal veterano Oleg Artem'ev per motivi medici. Il 9 marzo 2021, dopo aver inserito Vande Hei nell'equipaggio principale, anche l'ingegnere di volo 2 Dmitrij Petelin dell'equipaggio di riserva venne sostituito con l'astronauta statunitense Anne McClain.
| Ruolo               | Equipaggio                 | Equipaggio                 |
| ------------------- | -------------------------- | -------------------------- |
| Comandante          | Anton Škaplerov, Roscosmos | Anton Škaplerov, Roscosmos |
| Ingegnere di volo 1 | Oleg Artem'ev, Roscosmos   | Oleg Artem'ev, Roscosmos   |
| Ingegnere di volo 2 | Anne McClain, NASA         | Anne McClain, NASA         |